# Chiesa di Santo Stefano (Poviglio)
La chiesa di Santo Stefano è la parrocchiale che si trova in piazza Umberto I a Poviglio, in provincia di Reggio Emilia. La chiesa è l'antica pieve locale, è sede della parrocchia omonima del vicariato della Pianura della diocesi di Reggio Emilia-Guastalla e risale al XIII secolo.

## Storia
La chiesa fu edificata tra il 1250 ed il 1300. Tra il XV ed il XVI secolo risultò essere plebana cui esano soggette le chiese di Casalpò, Castelnuovo di Sotto, Cogruzzo, Fodico, Godezza, Meletole, Olmo, Sant'Ilario. Subì nel corso dei secoli diversi interventi, che comportarono tra l'altro lo spostamento dell'ingresso dal lato settentrionale a quello meridionale, e restauri, l'ultimo nell'Ottocento. 

## Descrizione
La chiesa presenta una facciata ripartita in lesene su doppio ordine. Il prospetto è bipartito con parte centrale sopraelevata, conclusa da frontespizio triangolare. L'edificio presenta un interno suddiviso in tre navate. Sopra l'altare maggiore vi è un quadro del pittore Carlo Zatti. Una copia del quadro la si può ammirare sopra l'ingresso principale, opera dello scultore Oreste Carpi. La torre campanaria, realizzata nel XIV secolo e più volte rimaneggiata, presenta una cella superiore in trifore con copertura piana balaustrata.